# Радивоевич, Катарина
Катарина Радивоевич (серб. Катарина Радивојевић; род. 29 марта 1979, Белград, СР Сербия, Югославия) — сербская актриса.

## Биография
Окончила начальную школу в Батайнице, а затем училась в Двенадцатой Белградской средней школе, а затем в Пятой Белградской средней школе . Изучала актёрское мастерство в драматическом кружке Мики Алексича.
Впервые снялась в кино в роли Сони в фильме «Полицейский с Петушиной горы», где она играла вместе с мэтрами югославского кино Любишей Самарджич, Миленой Дравич, Недой Арнерич. Продолжала сниматься в одноимённом сериале до 1994 года.
В 1999 г, после бомбардировки Белграда, поступила на Факультет драматического искусства в Белграде.
В 2002 году сыграла главную роль в фильме «Зона Замфирова» режиссёра Здравко Шотры. Эта роль вывела её на пик популярности — за неё получила награду за лучшую дебютную роль на кинофестивале в Нише. Сразу после «Зоны» вышел второй фильм Катарины «Лабиринт», в котором она сыграла значимую роль.
В 2005 году снялась в драме «Чарльстон для Огненки» режиссёра Уроша Стояновича — одном из наиболее успешных коммерчески фильмов Сербии. Она также снялась в новом фильме Слободана Шияна «SOS — спаси наши души».
Также снялась в российском фильме «Морфий» по книге Михаила Булгакова в роли графини — любовницы главного героя.
Катарина Радивоевич также активно работает в театре. Её съёмки в сериале «Центр неотложной помощи» были прекращены из-за физического нападения на организатора, из-за чего продолжается судебный процесс. По этой же причине она не появилась в третьем сезоне сериала «Убийцы моего отца».